# Carlos Prats
Carlos Prats González (Talcahuano, 2 febbraio 1915 – Buenos Aires, 30 settembre 1974) è stato un generale e politico cileno, comandante in capo dell'Ejército de Chile dal 26 ottobre 1970 al 23 agosto 1973, sotto la presidenza di Salvador Allende. Fu anche, dal 1972 al 1973, ministro della difesa e vicepresidente della Repubblica.

## Biografia

### Carriera militare
Primogenito dei quattro figli di Carlos Prats Risopatrón, proprietario di una libreria e di origini in parte catalane, e di Hilda González Suárez, maestra di scuola elementare, Prats trascorse un'infanzia felice, seppur economicamente modesta, nella sua città natale finché, nel 1931, a sedici anni entrò nell'accademia militare, diventando in poco tempo il miglior alunno del suo corso.
Nel 1935 terminò il corso come ufficiale di artiglieria; tre anni più tardi venne promosso a sottotenente e fu integrato nel corpo docente dell'accademia militare rimanendovi fino al 1954, quando, a seguito della promozione a maggiore, venne inviato negli Stati Uniti d'America come addetto militare rimanendovi fino al 1958. Nel frattempo, nel 1944, si era sposato con Sofía Cuthbert Chiarleoni, da cui avrebbe avuto tre figlie.
Nel 1961 divenne comandante del III reggimento di artiglieria Chorrillos e, nel 1963, del I reggimento Tacna. Tra il 1964 e il 1966 fu addetto militare in Argentina. Da qui divenne prima generale di brigata (1968), e nel 1969 generale di divisione, sotto la presidenza di Eduardo Frei Montalva.

#### L'assassinio di Schneider
Nel settembre 1970 si erano svolte le Elezioni presidenziali in Cile del 1970 che non avevano visto la vittoria di nessuno dei due principali candidati, Allende e Jorge Alessandri Rodríguez. Sarebbe stato il Congresso quindi a votare il presidente. 
Il 22 ottobre 1970 il comandante in capo dell'esercito, generale René Schneider aveva subito un attentato ed era spirato tre giorni dopo. Un accordo tra la sinistra e i cristiano-democratici del presidente uscente Frei permise il 24 ottobre la vittoria di Salvador Allende del Partito Socialista del Cile.
Schneider e Prats si conoscevano bene ed erano amici da sempre; si assomigliavano per molti aspetti: l'amore per la pittura, per la letteratura, l'attaccamento alla famiglia, l'agnosticismo; ma soprattutto erano filo-costituzionalisti, e condividevano entrambi la posizione (espressa e sostenuta pubblicamente da Schneider) che il ruolo delle forze armate cilene avrebbe dovuto essere rigorosamente apartitico, di difesa della carta costituzionale e del regolare svolgimento del lavoro parlamentare.
Il ruolo delle forze armate prospettato da Schneider non poteva che comportare, di conseguenza, la preclusione all'idea di un colpo di Stato, ma come tale avrebbe anche segnato la sua condanna a morte, volta ad impedire la ratifica dell'elezione di Salvador Allende da parte del Congresso nazionale cileno. Mandante dell'omicidio di Schneider fu il generale Roberto Viaux, lo stesso uomo che aveva guidato una precedente insurrezione, il cosiddetto Tacnazo contro il governo del presidente cileno Eduardo Frei Montalva, il 21 ottobre 1969.
È stato appurato, successivamente, che Viaux aveva goduto del sostegno della CIA nell'elaborazione di un piano per il rapimento del generale Schneider, ma non è stata provata una implicazione dei servizi segreti statunitensi nell'omicidio. Una serie di documenti riservati rinvenuti al NARA (National Archives and Records Administration) e pubblicati dal quotidiano The Washington Post nel 1999 dimostrarono l'esistenza di un piano organizzato dalla CIA per il rapimento del generale cileno poiché si presumeva che si sarebbe opposto ad un colpo di Stato in virtù della linea costituzionalista. In particolare i servizi segreti avevano preso contatto con due gruppi all'interno dell'esercito a cui avevano fornito armi e denaro.
A seguito delle dichiarazioni del Washington Post, la famiglia di Schneider accusò pubblicamente, nel 2001, l'allora Segretario di Stato statunitense, Henry Kissinger, di essere stato il mandante dell'omicidio, ma questa accusa venne contestata opponendo dei documenti dell'epoca che affermavano l'intenzione e il sostegno dei servizi segreti al rapimento, ma non all'omicidio che sarebbe quindi stato un'azione autonoma di Viaux e dei suoi uomini.

#### Comandante in capo
Il 26 ottobre 1970, in quel momento di grave crisi nazionale, Prats venne scelto per sostituire Schneider, tramite un accordo tra l'uscente Frei e il subentrante Allende ed elevato al grado di comandante in capo dell'Esercito cileno.

### La presidenza Allende
Salvador Allende, dopo le elezioni del 1970, con l'appoggio del Congresso, il 3 novembre assunse la presidenza della Repubblica e, a causa delle sue idee socialiste, non era gradito né alla media ed alta borghesia cilena né tantomeno ad una considerevole parte dell'esercito, ma la nomina di Prats aveva rassicurato quanti temevano il pericolo di un colpo di Stato, in quanto il generale cileno era un convinto sostenitore del costituzionalismo delle forze armate.
L'assassinio di Schneider aveva, inoltre, suscitato un grande scalpore ed impatto emotivo che aveva contribuito a ridurre le divisioni interne all'esercito ed a rafforzare tra i suoi ranghi, almeno inizialmente, la loro guida congiunta.
I rapporti tra Prats e Allende per i primi tempi si mantennero strettamente professionali, in linea con i dettami costituzionalistici regolanti i rapporti politici tra Stato e forze armate cilene, per poi tramutarsi in seguito in una collaborazione fondata sulla profonda stima ed amicizia reciproca..
Durante il suo incarico di comandante in capo dell'esercito, Prats si preoccupò di salvaguardare l'indipendenza delle forze armate, convincendo Allende a rinunciare ai propositi di prepensionamento dei militari non graditi alla coalizione di Unidad Popular, riuscendo inoltre ad ottenere il mantenimento del bilancio della difesa (compresi gli emolumenti per gli ufficiali) concordato dal presidente Frei con Schneider a seguito dell'insurrezione del Tancazo.
Nonostante gli ottimi rapporti tra i due uomini e la linea costituzionalista dell'esercito perseguita da Prats, le tensioni sociali si mantenevano molto elevate sia a causa dello schiacciante embargo statunitense, a seguito del ripristino delle relazioni diplomatiche con Cuba, e dell'elevato tasso d'inflazione, sia per i forti contrasti interni provocati dal vasto piano di nazionalizzazioni socialiste e di un possibile prospetto d'una radicale riforma del sistema educativo da parte del governo.

#### Ministro dell'interno
Allende lo volle nel novembre 1972 come ministro dell'interno, mantenendo anche il comando dell'esercito.
Un episodio particolarmente difficile fu lo sciopero generale dei camionisti nell'ottobre del 1972, finanziariamente appoggiato dall'amministrazione dell'allora Presidente Richard Nixon, che aveva praticamente paralizzato il Paese. Dopo alcuni tentativi falliti di mettere in atto un piano per fermare lo sciopero, Allende cercò di rafforzare l'azione del governo integrando temporaneamente nell'esecutivo alcuni membri delle forze armate: Prats venne nominato ministro dell'interno, il contrammiraglio Ismael Huerta venne posto alle opere pubbliche e il generale di brigata Claudio Sepúlveda al ministero delle risorse minerarie.
La presenza dei militari al governo permise di mettere fine allo sciopero e contribuì a mantenere l'ordine e diminuire gli episodi di violenza, ma la situazione rimaneva critica. 
Nel marzo 1973, Prats lasciò il dicastero degli interni, mantenendo il comando dell'esercito.

#### Il caso "Cox"
A metà giugno 1973 era stata sventata una cospirazione militare per rovesciare il governo del paese dal generale Mario Sepúlveda Squella, il quale informò il ministro della difesa. Nove persone furono immediatamente arrestate. In questo instabile equilibrio avvenne un incidente con un'arma da fuoco che coinvolse il 27 giugno il generale Prats e l'aristocratica Alejandrina Cox.
Alejandrina Cox, che si era travestita da uomo per non farsi riconoscere, affiancò di lato, alla guida di una utilitaria, la macchina del generale (che si dirigeva verso la Moneda) e prese a insultarlo violentemente. Prats che sedeva sul sedile posteriore dell'auto, forse intimorito dal fatto che il generale Schneider era stato assassinato in circostanze analoghe, estrasse la pistola in dotazione e abbassato il finestrino intimò, con l'arma in pugno, al guidatore di fermarsi.
Poiché questo non desisteva, sparò un colpo di pistola verso l'automobile, colpendo il fianco anteriore sinistro. L'automobile si fermò immediatamente e il guidatore svelò la propria identità. Presto la folla si radunò attorno alla scena dell'incidente, prendendo apertamente le parti della donna. Prats riuscì ad allontanarsi salendo su un taxi per raggiungere il palazzo presidenziale.
La spropositata reazione di Prats fu unanimemente condannata e danneggiò gravemente la credibilità e l'autorevolezza che il generale si era guadagnato negli anni, contribuendo a far precipitare la situazione. Lo stesso giorno dell'incidente, Prats presentò le sue dimissioni dall'esecutivo che vennero tuttavia rifiutate, in un primo tempo, da Allende e l'opposizione ebbe facile gioco nell'accusare il governo di aver difeso uno squilibrato che aveva sparato ad una donna disarmata.

#### IlTanquetazo
L'indomani, il 28 giugno, ancora nel pieno dello scandalo suscitato dell'incidente, fu deciso di annunciare l'arresto dei cospiratori del tentato golpe.
Ma il giorno dopo, ci fu un nuovo tentativo di colpo di Stato (che rimase noto come Tanquetazo) condotto dal tenente colonnello Roberto Souper che si ammutinò e, alla guida di un corpo di 80 uomini e sei mezzi corazzati, si diresse verso il palazzo della Moneda che venne cannoneggiato. Il golpe, tuttavia, fallì e gli insorti si arresero dopo alcuni scontri a fuoco con l'esercito nel corso della mattinata. Lo stesso generale Prats, si recò di persona alla Moneda, per parlare direttamente ai rivoltosi, onde evitare pericolosi fraintendimenti. Egli arringò i soldati, invitandoli a deporre le armi. La reputazione di Prats venne parzialmente risollevata dal brillante operato durante il golpe di Souper, ma il suo ruolo politico era oramai compromesso e il tentativo di chiamarlo nuovamente a ricoprire un incarico nell'esecutivo di governo venne fortemente osteggiato.

#### Vicepresidente di Allende
Allende gli confermò però la fiducia e lo richiamò al governo il 9 agosto 1973 con il ruolo di ministro della difesa e vicepresidente del governo.
Il 21 agosto però, subì una violenta contestazione, presso la propria abitazione, da parte delle mogli di diversi ufficiali e generali cileni, a cui si aggiunsero alcuni ufficiali in borghese. L'oggetto reale della protesta era l'operato di governo di Prats, a cui veniva rinfacciata l'incapacità di ripristinare l'ordine, anche scegliendo la strada di un intervento militare.
La manifestazione aveva reso evidente la fragilità della situazione politica e sociale e lo scarso supporto di cui godeva oramai la sua linea costituzionalista nell'esercito.

#### Le dimissioni e il golpe militare
Prats il 22 agosto 1973 rassegnò le dimissioni da ministro e da comandante in capo e annunciò il suo congedo dall'esercito, consigliando ad Allende di nominare al vertice dell'esercito Augusto Pinochet che era il suo secondo e che considerava un ufficiale leale al governo. Due generali, Mario Sepúlveda e Guillermo Pickering, aderenti alla linea politica costituzionalista, rinunciarono anch'essi ai propri incarichi come segno di solidarietà.
Le dimissioni di Prats rimossero l'ultimo ostacolo a un intervento militare in Cile, cosa che avvenne solo tre settimane dopo, l'11 settembre, proprio per mano dei comandanti delle tre forze armate, tra cui il suo successore Augusto Pinochet. Pochi giorni dopo, il 15 settembre, Prats lasciò il paese, e si autoesiliò, assieme alla moglie, in Argentina.

### L'attentato
Il 30 settembre 1974, verso le ore 00.50, nei pressi della propria abitazione a Buenos Aires, Prats venne ucciso assieme alla moglie Sofia Cuthbert dall'esplosione di un bomba radiocontrollata che era stata collocata sulla sua Fiat 125 due giorni prima. L'esplosione fu così potente da scagliare i detriti fino al nono piano dell'edificio antistante.

## Le indagini e i processi
Successivamente alle indagini degli argentini, si scoprì che l'omicidio era stato pianificato da alcuni agenti della polizia segreta cilena (DINA), guidati da Michael Townley (agente di collegamento in Sudamerica per conto della CIA), già responsabile dell'omicidio di Orlando Letelier, nel corso della famigerata Operazione Condor.
Indagini e processi sull'assassinio di Prats si svolsero sia in Cile che in Argentina e sono giunti solo recentemente ad una conclusione.
In Cile, il giudice interessato del caso, Alejandro Solis, archiviò definitivamente le accuse contro Pinochet per l'omicidio Prats, dopo il rifiuto, da parte della corte suprema cilena, nel gennaio 2005, di annullare l'immunità all'ex-dittatore. Come mandante dell'assassinio venne invece accusata l'intera dirigenza della DINA, tra cui il direttore capo Manuel Contreras, l'ex capo operazioni e generale in ritiro Raul Iturriaga Neuman, suo fratello Roger Iturriaga, gli ex-brigadieri Pedro Espinoza Bravo e Jose Zara.
In Argentina, nel 2004, venne condannato all'ergastolo l'agente della DINA, Enrique Arancibia Clavel come uno dei due agenti direttamente coinvolti nell'omicidio. A Clavel furono rifiutati i termini di prescrizione per l'omicidio Prats in quanto questo venne ritenuto, al pari degli altri omicidi operati nel corso delle cosiddette guerre sporche cilena e argentina, un crimine contro l'umanità.
Precedentemente era stato ipotizzato anche un coinvolgimento nella pianificazione dell'omicidio di un esponente della destra eversiva, Stefano Delle Chiaie. Assieme a Vincenzo Vinciguerra, Delle Chiaie testimoniò a Roma, nel dicembre 1995, di fronte al giudice federale argentino María Servini De Cubría, che Enrique Arancibia Clavel e Michael Townley erano direttamente coinvolti nell'omicidio.
Nel 2003 il giudice De Cubría richiese l'estradizione dal Cile di Michael Townley, Mariana Callejas, moglie di Townley, e Cristoph Willikie, un ex colonnello dell'esercito; ma il giudice della corte di appello cilena Nibaldo Segura la rifiutò, nel luglio del 2005, con la motivazione che i tre erano già stati processati in Cile.